# Schafochs

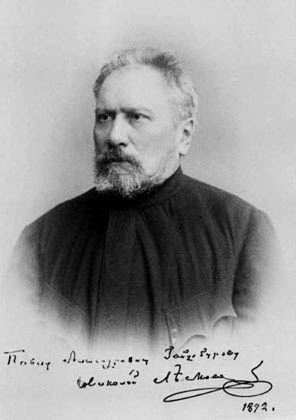
Nikolai Leskow im Jahr 1872

Schafochs, auch Der Schafochs (russisch Овцебык, Owzebyk), ist eine Erzählung des russischen Schriftstellers Nikolai Leskow, die am 28. November 1862 in Paris vollendet wurde und 1863 in den Sankt Petersburger Otetschestwennye Sapiski erschien.
Der Schafochs, ein russischer Intellektueller – „ein guter Mensch … nur übergeschnappt“ –, macht seinem lebenslang erduldeten harten Los schließlich ein Ende.

## Inhalt
Als der Ich-Erzähler im Sommer 1854 den 28-jährigen Sonderling und Querkopf Wassili Petrowitsch Bogoslowski in Kursk kennenlernte, hatte der seinen Spitznamen Schafochs, entlehnt von einem Ochsen, den Julian Simaschko in seinem illustrierten Leitfaden der Zoologie vorgestellt hatte, längst weg. Vor allem die schneckenförmigen Zöpfe an den Schläfen des späteren Freundes erinnerten an die Hörner jenes Tieres.
Wassili hatte den Vater, einen Dorfküster, früh verloren und kannte nur Not. Anfang der 1850er Jahre hatte Wassili das Kursker geistliche Seminar absolviert. Nach dem Wunsch seiner immerzu darbenden Mutter sollte der Sohn nun im Dorf als Pope an der Seite einer jungen Ehefrau wirken. Wassili aber ging an die geistliche Akademie Kasan. Das Studium dort brach er ab, bekam eine Hauslehrerstelle, beendete aber von sich aus das Dienstverhältnis, nachdem er den Schüler wegen ungebührlichen Betragens geohrfeigt hatte. Wassili ging zurück nach Kursk, wo ihn – wie oben angedeutet – der Erzähler kennenlernte. Dort wird der Schafochs als Herumtreiber bekannt, der sommers mitunter im Kornfeld nächtigt. Des Öfteren legt er sich auf dem Friedhof auf ein zugewachsenes Grab, schaut in den Himmel oder liest. Mit der neuen Hauslehrerstelle, die Wassili anstrebt, wird es nichts und eine Stelle auf dem städtischen Rekrutieramt bekommt er nicht, obwohl sich ein dort beamteter ehemaliger Kommilitone aus dem Kursker Seminar für ihn verwendet. Wassili will nach Perm gehen. Bevor der Schafochs aus Kursk entflieht, fragt ihn der Erzähler, was er in der Fremde will. Aus der kargen Antwort entnimmt der Erzähler, er hat einen ehrlichen, furchtlosen Agitator vor sich, der sich mit den gesellschaftlichen Verhältnissen nicht abfinden kann.
Von den Kursker Frauen will Wassili nichts wissen; bis auf eine Ausnahme. Er lässt Lidotschka zurück. Der Erzähler verliert den Schafochs für drei Jahre aus den Augen.
In einer Einsiedelei, das ist eines der zahlreichen Klöster in den Wäldern der Heimat des Erzählers, kommt es nach weiteren vier Jahren zur nächsten bemerkenswerten Begegnung. Wassilis Mutter ist inzwischen im Armenhaus gestorben. Im Norden Russlands hat sich Wassili in den Wäldern bei den Raskolniki als Knecht verdingt, hat für sie im Winter altslawische Majuskeln und Halbmajuskeln abgeschrieben. Auch mit den Raskolniken ist Wassili nicht zurechtgekommen und hat die Ketzer verlassen; hat seine untreue Ehefrau Glafira Anfinogenowa Muchina im Dorf Duby zurückgelassen, ist weggegangen, wie er jedes Mal weggegangen ist. Aus einem Kloster ist der Schafochs später geworfen worden, weil er das Los „der Erniedrigten und Beleidigten der Klosterfamilie“ bessern wollte.
Der Erzähler bringt den obdachlosen Freund bei dem Branntweinbrenner Alexander Iwanowitsch Swiridow, einem ehemaligen Leibeigenen, unter. Wassili sieht den Geldsack Swiridow als seinen Feind an. Als der Schafochs jenes „hergelaufene Armengesindel“, das für Swiridow schuftet, aufwiegelt, diese zuhören und dann die Botschaft dem Arbeitgeber zutragen, ist es aus. Der Schafochs erhängt sich im Wald.

## Form
Leskow schreibt aus der Entfernung. Das heißt, eigentlich weiß er sehr wenig über den wortkargen Protagonisten, der sich jeglicher Beobachtung immer wieder erfolgreich entzieht. Indem Leskow die Story über viele Jahre laufen lässt, kommt es hie und da zu erzählenswerten Begegnungen in der gemeinsamen engeren Heimat.

## Rezeption

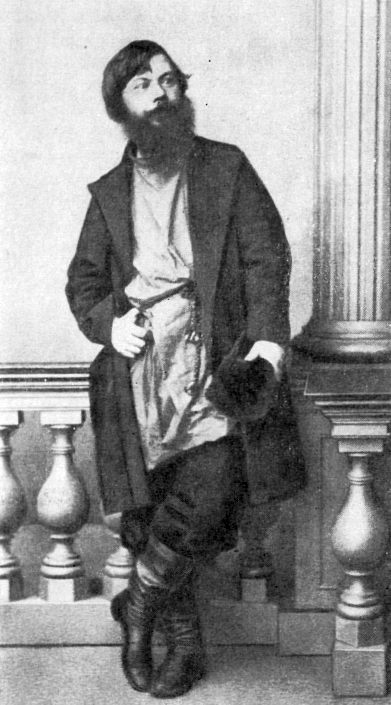
Der Ethnograph Pawel Jakuschkin (1822–1872)

- 1959: Setschkareff[7] meint, Wassili scheitere, weil es ihm lediglich um ethische, nicht um soziale Werte gehe.
- 1967: Reißner[8] schreibt: Der Protagonist, ein intellektueller Einzelgänger, verstehe die Welt jener nicht, deren Leben er bessern wolle. Somit werde er auch nicht verstanden, keiner folge ihm und ihm bleibe nur der Freitod.

- 1988: Dieckmann[9] schreibt: Vorbild für den Protagonisten sei Leskows Freund, der Ethnograph und Schriftsteller Jakuschkin[10], gewesen. Das Mosaik Leskows werde durch den Skas zum rezipierbaren Gemälde.

### Deutschsprachige Ausgaben
- Schafochs. Deutsch von Günter Dalitz. S. 43–123 in Eberhard Reißner (Hrsg.): Nikolai Leskow: Gesammelte Werke in Einzelbänden. Liebe in Bastschuhen. Mit einer Nachbemerkung des Herausgebers. 747 Seiten. Rütten & Loening, Berlin 1967 (1. Aufl.)

Verwendete Ausgabe:
- Schafochs. Deutsch von Günter Dalitz. S. 58–137 in Eberhard Dieckmann (Hrsg.): Nikolai Leskow: Gesammelte Werke in Einzelbänden. Bd. 1: Die Lady Macbeth aus dem Landkreis Mzensk. Erzählungen. 632 Seiten. Rütten & Loening, Berlin 1988 (1. Aufl.), ISBN 3-352-00252-5

### Sekundärliteratur
- Vsevolod Setschkareff: N. S. Leskov. Sein Leben und sein Werk. 170 Seiten. Verlag Otto Harrassowitz, Wiesbaden 1959